# Mercedes Menafra
María de las Mercedes Menafra Rodríguez (Montevideo, 20 de junio de 1943) es una empresaria uruguaya. Fue primera dama por su matrimonio con Jorge Batlle, presidente de la República Oriental del Uruguay entre 2000 y 2005. Ocupa el cargo de Presidenta de Honor de «Todos por Uruguay».

## Biografía
Su padre era químico farmacéutico, se desempeñaba al frente de la cadena de farmacias Menafra. Su madre Mercedes también fue química farmacéutica y se desempeñó como Académica de la Facultad de Química de la Universidad de la República.
Cursó sus estudios de enseñanza primaria y secundaria en el Colegio Nacional José Pedro Varela. Egresó con el Título de Bachiller en Derecho. Habla inglés, francés e italiano. 
Se casó en primeras nupcias con el Ing. Luis Díaz Cabot y tuvieron una hija, María Paula.  
En el año 1989 contrae enlace con el Dr. Jorge Batlle. En ese entonces Batlle era Senador de la República y diez años más tarde se convertiría en Presidente de la República.

### Carrera empresarial
Trabajó 4 años en Sudamtex,  la mayor empresa textil del Uruguay,  en el área de Recursos Humanos. En 1977, con su hermana Beatriz, fundan su propia empresa exportadora en el ramo de tejidos a mano.
Exportaron a Estados Unidos, Japón, Italia, Francia, Alemania e Inglaterra hasta el año 1994.

## Primera dama de Uruguay
De Mercedes Menafra partió el proyecto de fundar "Todos por Uruguay", en el año 2000, una asociación sin fines de lucro, de la cual es Presidenta de Honor. La finalidad de "Todos por Uruguay", y establecida en su estatuto, es apoyar las iniciativas, proyectos y actividades de los sectores privados y de las instituciones públicas, tendientes a la promoción personal de todos quienes vivan en el Uruguay. 
"Todos por Uruguay" abarca los Proyectos de: HechoAcA, Sonrisas Escolares, La Mesa criolla, Viajes musicales, Capacidades Diferentes, Orquestas Sinfónicas Infantiles, Manos unidas, Con mis manos construyó la Paz y Computadoras para más escuelas. 
HechoAcA y La Mesa Criolla
De los numerosos programas implementados por "Todos por Uruguay", HechoAcA y La Mesa Criolla, se han desarrollado cobrando vida propia y ejerciendo el mandato fundacional de ubicar, promover y difundir la obra artesana del Uruguay. 
HechoAcA impulsa el desarrollo y creatividad de los artesanos uruguayos, homenajeando a la artesanía uruguaya y definiéndola como un elemento clave del patrimonio de ayer y de hoy que es preciso promover y proteger para el futuro. 
La Mesa Criolla es una muestra de productos en rubro alimentación y elaborados artesanalmente por mujeres artesanas locales, fomentando la consolidación de los micro emprendimientos productivos vinculados a las asociaciones y proyectos participantes.

## Distinciones
- En 2000  le fue entregado el "Premio a la Mujer Emprendedora 2000" por la Asociación Iberoamericana de Mujeres Empresarias.
- En abril de 2001, en Japón,  recibió la distinción “Soka Women´s College Award of Highest Honor”, de Soka Gakkai Internacional, Institución que trasciende fronteras y está abocada al fortalecimiento de los valores humanos. En junio del mismo año fue elegida Representante de las mujeres del mundo entre las demás de los 165 países que integran Soka Gakkai Internacional.
- El 5 de diciembre de 2001 es distinguida con el premio a la Mujer Voluntaria Social, en el Año Internacional de los Voluntarios, premio entregado por "Voces Solidarias".
- El 6 de diciembre de 2001 recibe el Eslabón Solidario de la Comisión Nacional Honoraria del Discapacitado.
- En el año 2002, con motivo de la primera exportación de artesanías de HechoAcA a los Estados Unidos, Walmer Group la distinguió con una placa de “reconocimiento por su infatigable impulso a la artesanía”.
- Desde septiembre de 2003 participa como integrante del jurado del Comité del Premio Internacional AGFUND representando a las tres Américas.
- En octubre de 2003 fue nombrada Madrina del Acuerdo de Hermanamiento y Cooperación entre Punta del Este y Saint-Tropez, firmado en dicho balneario francés.
- El 5 de diciembre de 2003 el Ministerio de Trabajo y Seguridad Social la distingue por su iniciativa voluntaria de Promoción de Artesanos Nacionales.
- Es distinguida “Mujer del Año 2003”, por la B.P.W. Pocitos, Miembro integrante de “International Federation of Business and Professional Women”.
- En enero de 2004 es designada “Mujer del Año” por la Asociación de Mujeres Empresarias y Profesionales, ONG con Sede en Suiza, y Presidenta de Honor de la Embajada de Mujeres de América.
- En mayo de 2004, en su visita a Italia, es distinguida con el Premio Internacional “Foyer des Artistes 2004”, de la Universita La Sapienza, en reconocimiento a las múltiples acciones a favor del desarrollo conjunto entre Italia y Uruguay. También recibe la Medalla de Oro en mérito de la cultura del arte.
- El 8 de marzo de 2006, con motivo de conmemorarse el Día Internacional de la Mujer, en el Hotel Jean Clevers de Punta del Este, la organización Zonta Punta del Este Maldonado, integrante de "Zonta Internacional", entregó a Mercedes Menafra la distinción Mujer del Año 2005.[1]

### Documental
- Menafra es una figura entrevistada en el documental de 2024 Jorge Batlle: entre el cielo y el infierno, dirigido por Federico Lemos.[2]